# 17.ª etapa del Tour de Francia 2018
La 17.ª etapa del Tour de Francia 2018 tuvo lugar el 25 de julio de 2018 entre Bagnères-de-Luchon y Saint-Lary-Soulan sobre un recorrido de 65 km y fue ganada en solitario por el ciclista colombiano Nairo Quintana del equipo Movistar. El ciclista británico Geraint Thomas del equipo Sky conservó el maillot jaune.

## Clasificación de la etapa
| \| Clasificación de la etapa \| Clasificación de la etapa \| Clasificación de la etapa \| Clasificación de la etapa \| Clasificación de la etapa \| \| Ciclista \| Ciclista \| Equipo \| Tiempo \| \| \| ------------------------- \| ------------------------- \| ------------------------- \| ------------------------- \| ------------------------- \| \| 1.º \| Nairo Quintana \| Movistar Team \| 2 h 21 min 27 s \| \| \| 2.º \| Daniel Martin \| UAE Team Emirates \| + 28 s \| \| \| 3.º \| Geraint Thomas \| Team Sky \| + 47 s \| \| \| 4.º \| Primož Roglič \| LottoNL-Jumbo \| + 52 s \| \| \| 5.º \| Tom Dumoulin \| Team Sunweb \| + 52 s \| \| \| 6.º \| Steven Kruijswijk \| LottoNL-Jumbo \| + 1 min 05 s \| \| \| 7.º \| Egan Bernal \| Team Sky \| + 1 min 33 s \| \| \| 8.º \| Chris Froome \| Team Sky \| + 1 min 35 s \| \| \| 9.º \| Mikel Landa \| Movistar Team \| + 1 min 35 s \| \| \| 10.º \| Ilnur Zakarin \| Katusha-Alpecin \| + 2 min 01 s \| \| |                   |                   |                 |
| |                   |                   |                 |
| Fuente: ProCyclingStats |                   |                   |                 |
| Clasificación de la etapa |                   |                   |                 |
| Ciclista | Ciclista          | Equipo            | Tiempo          |
| 1.º | Nairo Quintana    | Movistar Team     | 2 h 21 min 27 s |
| 2.º | Daniel Martin     | UAE Team Emirates | + 28 s          |
| 3.º | Geraint Thomas    | Team Sky          | + 47 s          |
| 4.º | Primož Roglič     | LottoNL-Jumbo     | + 52 s          |
| 5.º | Tom Dumoulin      | Team Sunweb       | + 52 s          |
| 6.º | Steven Kruijswijk | LottoNL-Jumbo     | + 1 min 05 s    |
| 7.º | Egan Bernal       | Team Sky          | + 1 min 33 s    |
| 8.º | Chris Froome      | Team Sky          | + 1 min 35 s    |
| 9.º | Mikel Landa       | Movistar Team     | + 1 min 35 s    |
| 10.º | Ilnur Zakarin     | Katusha-Alpecin   | + 2 min 01 s    |

## Clasificaciones al final de la etapa

### Clasificación general(Maillot Jaune)
| \| Clasificación general \| Clasificación general \| Clasificación general \| Clasificación general \| Clasificación general \| \| Ciclista \| Ciclista \| Equipo \| Tiempo \| \| \| --------------------- \| --------------------- \| --------------------- \| --------------------- \| --------------------- \| \| 1.º \| Geraint Thomas \| Team Sky \| 70 h 34 min 11 s \| \| \| 2.º \| Tom Dumoulin \| Team Sunweb \| + 1 min 59 s \| \| \| 3.º \| Chris Froome \| Team Sky \| + 2 min 31 s \| \| \| 4.º \| Primož Roglič \| LottoNL-Jumbo \| + 2 min 47 s \| \| \| 5.º \| Nairo Quintana \| Movistar Team \| + 3 min 30 s \| \| \| 6.º \| Steven Kruijswijk \| LottoNL-Jumbo \| + 4 min 19 s \| \| \| 7.º \| Mikel Landa \| Movistar Team \| + 4 min 34 s \| \| \| 8.º \| Romain Bardet \| AG2R La Mondiale \| + 5 min 13 s \| \| \| 9.º \| Daniel Martin \| UAE Team Emirates \| + 6 min 33 s \| \| \| 10.º \| Jakob Fuglsang \| Astana \| + 9 min 31 s \| \| |                   |                   |                  |
| |                   |                   |                  |
| Fuente: ProCyclingStats |                   |                   |                  |
| Clasificación general |                   |                   |                  |
| Ciclista | Ciclista          | Equipo            | Tiempo           |
| 1.º | Geraint Thomas    | Team Sky          | 70 h 34 min 11 s |
| 2.º | Tom Dumoulin      | Team Sunweb       | + 1 min 59 s     |
| 3.º | Chris Froome      | Team Sky          | + 2 min 31 s     |
| 4.º | Primož Roglič     | LottoNL-Jumbo     | + 2 min 47 s     |
| 5.º | Nairo Quintana    | Movistar Team     | + 3 min 30 s     |
| 6.º | Steven Kruijswijk | LottoNL-Jumbo     | + 4 min 19 s     |
| 7.º | Mikel Landa       | Movistar Team     | + 4 min 34 s     |
| 8.º | Romain Bardet     | AG2R La Mondiale  | + 5 min 13 s     |
| 9.º | Daniel Martin     | UAE Team Emirates | + 6 min 33 s     |
| 10.º | Jakob Fuglsang    | Astana            | + 9 min 31 s     |

### Clasificación por puntos(Maillot Vert)
| Clasificación por puntos | Clasificación por puntos | Clasificación por puntos | Clasificación por puntos | Clasificación por puntos |
| Ciclista                 | Ciclista                 | Equipo                   | Puntos                   |                          |
| ------------------------ | ------------------------ | ------------------------ | ------------------------ | ------------------------ |
| 1.º                      | Peter Sagan              | Bora-Hansgrohe           | 452 pts                  |                          |
| 2.º                      | Alexander Kristoff       | UAE Team Emirates        | 170 pts                  |                          |
| 3.º                      | Julian Alaphilippe       | Quick-Step Floors        | 134 pts                  |                          |
| 4.º                      | Arnaud Démare            | Groupama-FDJ             | 133 pts                  |                          |
| 5.º                      | Greg Van Avermaet        | BMC Racing Team          | 130 pts                  |                          |
| 6.º                      | John Degenkolb           | Trek-Segafredo           | 128 pts                  |                          |
| 7.º                      | Andrea Pasqualon         | Wanty-Groupe Gobert      | 100 pts                  |                          |
| 8.º                      | Daniel Martin            | UAE Team Emirates        | 85 pts                   |                          |
| 9.º                      | Alejandro Valverde       | Movistar Team            | 82 pts                   |                          |
| 10.º                     | Geraint Thomas           | Team Sky                 | 78 pts                   |                          |

### Clasificación de la montaña(Maillot à Pois Rouges)
| Clasificación de la montaña | Clasificación de la montaña | Clasificación de la montaña | Clasificación de la montaña | Clasificación de la montaña |
| Ciclista                    | Ciclista                    | Equipo                      | Puntos                      |                             |
| --------------------------- | --------------------------- | --------------------------- | --------------------------- | --------------------------- |
| 1.º                         | Julian Alaphilippe          | Quick-Step Floors           | 140 pts                     |                             |
| 2.º                         | Warren Barguil              | Fortuneo-Samsic             | 73 pts                      |                             |
| 3.º                         | Geraint Thomas              | Team Sky                    | 54 pts                      |                             |
| 4.º                         | Nairo Quintana              | Movistar Team               | 40 pts                      |                             |
| 5.º                         | Tom Dumoulin                | Team Sunweb                 | 39 pts                      |                             |
| 6.º                         | Daniel Martin               | UAE Team Emirates           | 33 pts                      |                             |
| 7.º                         | Steven Kruijswijk           | LottoNL-Jumbo               | 32 pts                      |                             |
| 8.º                         | Rafał Majka                 | Bora-Hansgrohe              | 31 pts                      |                             |
| 9.º                         | Bauke Mollema               | Trek-Segafredo              | 29 pts                      |                             |
| 10.º                        | Primož Roglič               | LottoNL-Jumbo               | 26 pts                      |                             |

### Clasificación del mejor joven(Maillot Blanc)
| Clasificación del mejor joven | Clasificación del mejor joven | Clasificación del mejor joven | Clasificación del mejor joven | Clasificación del mejor joven |
| Ciclista                      | Ciclista                      | Equipo                        | Tiempo                        |                               |
| ----------------------------- | ----------------------------- | ----------------------------- | ----------------------------- | ----------------------------- |
| 1.º                           | Pierre Latour                 | AG2R La Mondiale              | 70 h 50 min 14 s              |                               |
| 2.º                           | Guillaume Martin              | Wanty-Groupe Gobert           | + 6 min 27 s                  |                               |
| 3.º                           | Egan Bernal                   | Team Sky                      | + 8 min 31 s                  |                               |
| 4.º                           | Daniel Felipe Martínez        | EF Education First-Drapac     | + 46 min 48 s                 |                               |
| 5.º                           | David Gaudu                   | Groupama-FDJ                  | + 58 min 05 s                 |                               |
| 6.º                           | Antwan Tolhoek                | LottoNL-Jumbo                 | + 1 h 09 min 59 s             |                               |
| 7.º                           | Søren Kragh Andersen          | Team Sunweb                   | + 1 h 18 min 01 s             |                               |
| 8.º                           | Stefan Küng                   | BMC Racing Team               | + 1 h 18 min 17 s             |                               |
| 9.º                           | Marc Soler                    | Movistar Team                 | + 1 h 36 min 02 s             |                               |
| 10.º                          | Magnus Cort                   | Astana                        | + 1 h 38 min 50 s             |                               |

### Clasificación por equipos(Classement par Équipe)
| Clasificación por equipos | Clasificación por equipos | Clasificación por equipos | Clasificación por equipos |
| Equipo                    | Equipo                    | Tiempo                    |                           |
| ------------------------- | ------------------------- | ------------------------- | ------------------------- |
| 1.º                       | Movistar Team             | 211 h 48 min 39 s         |                           |
| 2.º                       | Bahrain-Merida            | + 24 min 20 s             |                           |
| 3.º                       | Sky                       | + 56 min 13 s             |                           |
| 4.º                       | Lotto NL-Jumbo            | + 1 h 01 min 38 s         |                           |
| 5.º                       | Astana                    | + 1 h 05 min 35 s         |                           |
| 6.º                       | Team Sunweb               | + 1 h 55 min 24 s         |                           |
| 7.º                       | AG2R La Mondiale          | + 2 h 00 min 54 s         |                           |
| 8.º                       | BMC Racing Team           | + 2 h 07 min 53 s         |                           |
| 9.º                       | Quick-Step Floors         | + 2 h 26 min 36 s         |                           |
| 10.º                      | Mitchelton-Scott          | + 2 h 27 min 42 s         |                           |

## Abandonos
- Philippe Gilbert, no tomó la salida debido a una fractura de rótula tras sufrir una caída en la etapa anterior.[2]